# José Luis Mata
José Luis Mata (Guadalajara, Jalisco, México; 12 de febrero de 1964) es un exfutbolista y entrenador mexicano. Fue designado entrenador del primer equipo del Atlas de Guadalajara en 2010 a la salida de Carlos Ischia. En el Apertura 2010, dirigió de la jornada 6 a la 12, en la que jugó los partidos contra Santos, Cruz Azul, Monterrey, Puebla, Chivas de Guadalajara, San Luis y Estudiantes Tecos, con un saldo de 2 partidos ganados, 1 empatado y 4 perdidos. Fue sustituido por Benjamín Galindo en la jornada 13. 
Estuvo involucrado en el escándalo de los cachirules de 1988, habiendo jugado en la selección de fútbol sub-20 de México con 24 años de edad.

## Clubes como futbolista
| Club                 | País   | Año         |
| -------------------- | ------ | ----------- |
| Atlas de Guadalajara | México | 1987 - 1993 |